# Victor Hägerstrand
Victor Hägerstrand, född 15 januari 1882 i Hovmantorps socken, död 8 augusti 1962 i Örebro (eller Hägersten), var en svensk målare och modellör.
Han var son till skräddaren Joel Hägerstrand och hans hustru Ingrid Kristina Johansdotter. Hans intresse för konstnärlig verksamhet väcktes när han var i tolvårsåldern. På grund av hans uppväxtmiljö fick han inte möjlighet att söka sig till någon konstskola utan har helt autodidakt. Han flyttade till Örebro 1919 och anställdes 1920 som konstnärlig ledare vid  AB Lerindustri där han formgav nyttoföremål och det konstnärliga godset. Som målare utförde han målningar med motiv från omgivningarna runt Örebro och landskapsskildringar utförda i olja, akvarell eller i form av etsningar. Vid en utställning med keramik från Lerindustri i Göteborg 1923 tilldelades han den högsta utmärkelsen. När det gällde keramiken signerade han bara föremål där han själv stod för arbetet från början till slutprodukt. I Prins Eugens hem på Waldemarsudde fanns 12 keramikkalkar och ett rökbord med keramikinlägg som var utförda och signerade av Hägerstrand. Han gjorde flera dekorationsmålningar för olika kyrkor och offentliga lokaler.
Hägerstrand är gravsatt på Norra Kyrkogården i Örebro